# Jennifer Cross
Jennifer Cross (ur. 4 lipca 1992 w Scarborough) – kanadyjska siatkarka. Reprezentantka Kanady, grająca na pozycji środkowej.

## Sukcesy klubowe
Liga szwedzka:
- 2015

Puchar Niemiec:
- 2016

Liga niemiecka:
- 2016

Liga węgierska:
- 2018

Puchar Bułgarii:
- 2019

Liga bułgarska:
- 2019, 2020

Puchar Challenge:
- 2021

Puchar Grecji:
- 2022[5]

Liga grecka:
- 2022[6], 2023[7]

## Sukcesy reprezentacyjne
Puchar Panamerykański:
- 2018

Mistrzostwa Ameryki Północnej, Środkowej i Karaibów:
- 2019, 2021

## Nagrody indywidualne
- 2021: Najlepsza środkowa Mistrzostw Ameryki Północnej, Środkowej i Karaibów